# Jorma Palo
Jorma Heikki Ilari Palo, född 10 juli 1937 i Kexholm, död 4 juni 2006 i Helsingfors, var en finländsk läkare. 
Palo, som var specialist i neurologi och geriatrik, blev medicine och kirurgie doktor 1966, var professor i neurologi vid Helsingfors universitet 1980–2001, överläkare vid neurologiska kliniken vid Helsingfors universitetscentralsjukhus 1980–1989, chefsöverläkare där 1990–1992 och forskningsprofessor vid  Forsknings- och utvecklingscentralen för social- och hälsovården (Stakes) 1993–1994. Hans vetenskapliga arbeten rör medfödda metaboliska rubbningar, multipel skleros och demens. Han gjorde sig också känd som författare till böcker, radiopjäser, kåserier och tidningsartiklar och erhöll många erkännanden och utmärkelser för sitt författarskap. 